# Franck Pineau
Franck Pineau (Bourges, 27 de març de 1963) va ser un ciclista i actual director esportiu francès, que fou professional entre 1986 i 1994. Ja retirat va passar a la direcció de l'equip Française des Jeux entre 2000 i 2023.
El seu fill Cédric també s'ha dedicat professionalment al ciclisme

## Palmarès
- 1984
  - 1r al Circuit de Saône-et-Loire
- 1986
  - Vencedor d'una etapa de la Gran Premi del Midi Libre
- 1988
  - 1r als Boucles de l'Aulne

### Resultats al Tour de França
- 1989. 57è de la classificació general
- 1993. 93è de la classificació general

### Resultats a la Volta a Espanya
- 1989. 43è de la classificació general